# Gabriel Lilliehöök
Gabriel Lilliehöök, född omkring 1655, död 3 februari 1706 vid Fraustadt, var en svensk militär.
Gabriel Lilliehöök var son till överste Nils Lilliehöök och Virgina Hand. Han blev student vid Lunds universitet 1669, pikenerare vid ett pommerskt regemente 1674, fänrik vid Kronobergs infanteriregemente 1675, löjtnant vid överste Modées regemente i Malmö 1676, löjtnant vid Kronobergs regemente samma år, löjtnant vid Livgardet 1677 och kapten där 1682. Lilliehöök deltog i slaget vid Fehrbellin 1675 och närvarade därefter under kriget i Skåne. År 1696 blev han överstelöjtnant vid Västgöta-Dals regemente och 1697 vid Södermanlands regemente. Under perioden 1700–1702 låg Lilliehök mestadels i garnison i Wismar. Sedan han 1703 blivit överste och chef för Kronobergs regemente deltog han samma år i stormningen av Posen, där han sedan blev kommendant. 1704 ombesörjde han genom överstelöjtnant Gabriel von Weijdenhain avhämtandet av Alexander Sobieski från Breslau och mottog honom under ärebetygelser i Posen, och försvarade staden mot Johann Patkuls försök att inta den. Han stupade i slaget vid Fraustadt som överste för Livbataljonen.
Gabriel Lilliehöök skrev sig till Gälared och Tiraholm samt efter sitt giftermål med Brita Christina Bonde till Storeberg. Dottern Ingeborg gifte sig med Carl Bonde.